# Sigelwara Land
Sigelwara Land ist ein in zwei Teilen geschriebener Aufsatz des englischen Schriftstellers J. R. R. Tolkien. Der erste Teil wurde im Dezember 1932 veröffentlicht; der zweite Teil im Juni 1934. Die Manuskripte und Korrekturfahnen zum Aufsatz befinden sich in der Bodleian Library an der Universität Oxford.

## Inhalt
In dem Aufsatz beschäftigt sich J.R.R. Tolkien mit der Frage, warum die Angelsachsen mit Sigelwara eine eigene Bezeichnung für die Äthiopier hatten und was der Name bedeutete.
Im ersten Teil führt Tolkien alle Stellen auf, an denen der altenglische Begriff Sigelwaran und dessen häufigere Form Sigelhearwan vorkommen.
Tolkien glaubt, dass der Name Sigelhearwan bereits existierte, bevor die Angelsachsen je von Äthiopiern gehört hatten, und dass in ihm ein Teil der „untergegangenen einheimischen Mythologie [...] oder halbmythischen Geographie“ bewahrt ist. Entsprechend sei es sehr wahrscheinlich, dass die Bestandteile des Wortes alt und deren Bedeutungen unklar seien. Er untersucht ihre Formen und kommt zu dem Ergebnis, dass Sigelwara vermutlich eine recht späte Entstellung sei, geprägt von Menschen, die den ursprünglichen Namen nicht mehr verstanden. Diese hätten anscheinend Sigel für eine geographische Bezeichnung gehalten und das ihnen unbekannte hearwa durch wara (dt. Bewohner) ersetzt.
Im zweiten Teil des Aufsatzes geht Tolkien auf die Bedeutung der beiden Bestandteile des Wortes ein:
Sigel ist mit der Bedeutung Sonne, aber auch Edelstein, mehrfach belegt. In welchem Sinne es hier gebraucht wurde, kann auch er nicht endgültig klären. Im Allgemeinen wird angenommen, dass es Sonne bedeutet, was auch Tolkien für wahrscheinlich hält.
Die Bedeutung von hearwa bleibt unklar. Tolkien diskutiert drei Möglichkeiten ausführlicher:
- Es ist abgeleitet von einer indoeuropäischen Wurzel *qer(s)- (dt. schwarz). Ein Sigelhearwa wäre danach jemand, den die Sonne schwarz gemacht hat.
- Es stammt ab vom germanischen Farbadjektiv *haswo- mit ähnlicher Bedeutung.
- Es ist verwandt mit gotisch haúri (dt. Kohle) und altnordisch hyr-r (dt. Feuer).

Tolkien bezeichnet den letzten Fall als den "etymologisch vielleicht attraktivsten" und meint, dieser bringe eher die Söhne Múspells denn die Kinder Hams als die Vorfahren der Silhearwan vor Augen: "with red-hot eyes that emitted sparks, with faces black as soot".
Tolkien schließt mit der Feststellung, dass Untersuchungen dieser Art zwar zwangsläufig ergebnis-, nicht aber sinnlos seien: sie gewährten einen flüchtigen Einblick in den Hintergrund der englischen und nordischen Traditionen und die Vorstellungswelt einer Vergangenheit, die schon verblasst war, als die ersten schriftlichen Überlieferungen entstanden.